# 文昌门
34°15′12″N 108°56′58″E / 34.25343°N 108.94932°E

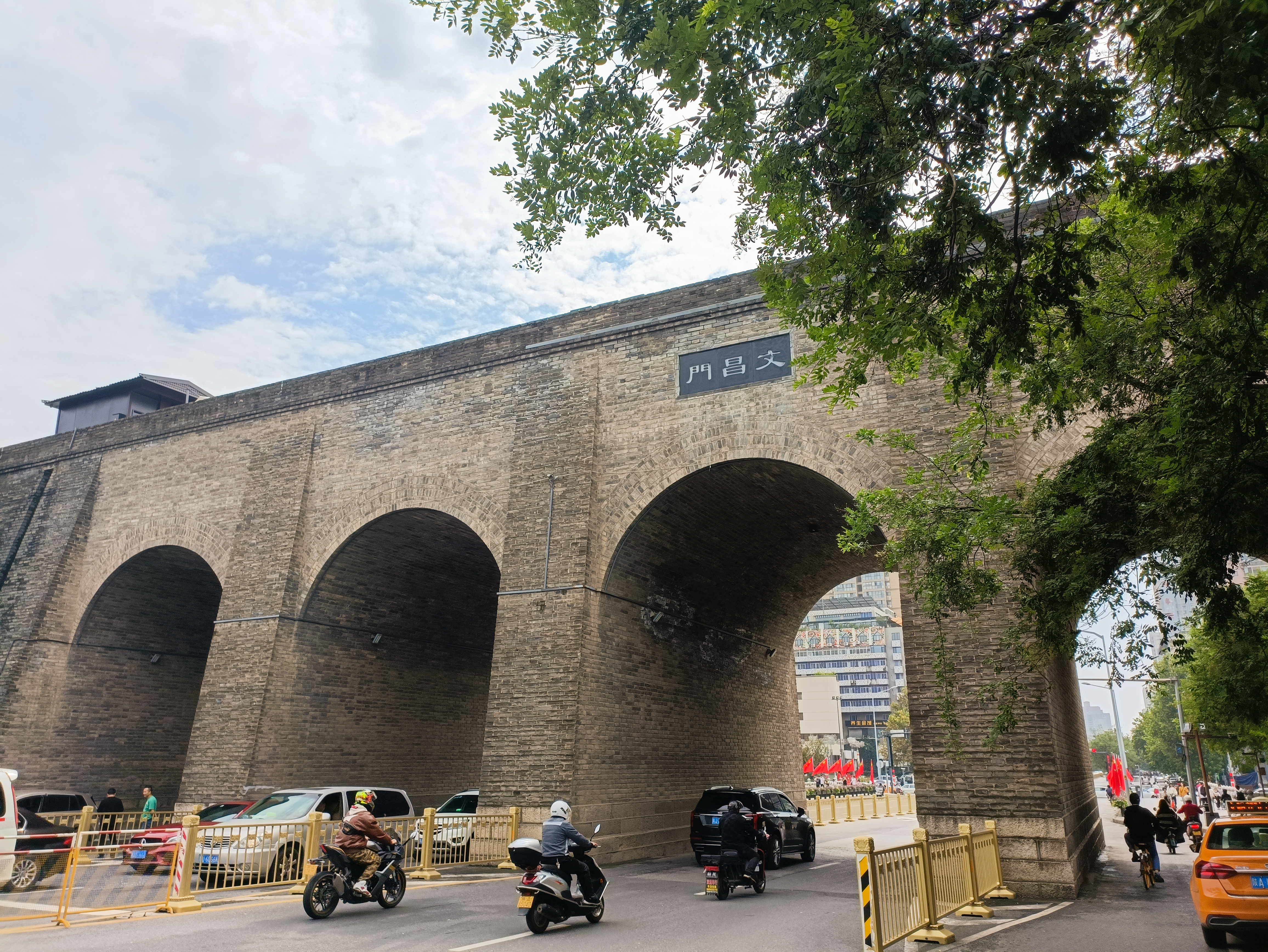
文昌门

文昌门，是西安城墙南侧的一座城门，位于永宁门以东，柏树林南端，1984年开辟。门上城墙西侧，明清两代建有魁星楼。魁星为中国古代神话中主宰文运之神，故魁星楼下新筑城门便命名“文昌门”。

## 历史
民国28年（1939年），曾拟于柏树林街南端开辟防空便门，并计划命名“东南门”或“定原门”，后因故搁置。
1960年代，今文昌门处开为豁口。1984年，修复豁口，砌四券洞。门上城墙西侧，明清两代建有魁星楼。魁星为中国古代神话中主宰文运之神，故魁星楼下新筑城门便命名“文昌门”。今文昌门上魁星楼，为1986年至1987年于原址复建。

## 地理位置
位于明清西安府学和孔庙（今碑林博物馆）旁。城门内为柏树林，外为文艺路。